# Хамад бин Абдаллах Аль Тани
Шейх Хамад бин Абдаллах Аль Тани (1896 – 27 мая 1948) ; (Арабск. حمد بن عبدالله بن جاسم بن محمد آل ثاني )   — наследный принц Катара (1935 — 1948), второй сын второго эмира Катара Абдаллаха бин Джасима Аль Тани и отец пятого эмира Катара Халифы бин Хамада Аль Тани.

## Биография
Родился в Дохе в 1896 году в семье шейха Абдаллаха бин Джасима Аль Тани. Шейх Хамад получил частное образование во дворце. С раннего детства отец готовил его к жизни политика. В 1935 году шейх Хамад был назначен наследником своего отца, но умер раньше его, так и не дождавшись престола. Эмир Абдаллах передал титул брату шейха Хамада Али бин Абдуллаху Аль Тани 30 июня 1948 года. 

## Семья
Щейх Хамад был женат на своей кузине шейхе Саре бинт Мохаммед бен Джасим Аль Тани. У них было 9 сыновей:
- Шейх Джасим бин Хамад Аль Тани, министр образования Катара с 1958 по 1976 год;
- Шейх Абдулазиз бин Хамад Аль Тани;
- Шейх Мохаммед бин Хамад Аль Тани, посол в Ливане с 1973 по 1977, министр образования Катара с 1978 по 1989, министр культуры Катара с 1989 по 1995;
- Шейх Халифа бин Хамад Аль Тани, 2-й эмир Катара из династии Аль Тани;
- Шейх Абдуррахман бин Хамад Аль Тани;
- Шейх Сахаим бин Хамад Аль Тани, министр иностранных дел Катара с 1972 по 1985;
- Шейх Халид бин Хамад Аль Тани, автогонщик, владелец автоклуба "Al-Annabi Racing";
- Шейх Нассер бин Хамад Аль Тани;
- Шейх Ахмед бин Хамад Аль Тани.